# Annibale in Capua
Annibale in Capua ist ein Dramma per musica in drei Akten von Antonio Salieri auf ein Libretto von Antonio Simone Sografi. Salieri hat dieses Werk 1801 für die Eröffnung des neuen Theaters in Triest geschrieben. Die Titelrolle war mit dem Kastraten Luigi Marchesi besetzt, den Salieri in seiner 1786 entstandenen Oper Prima la musica e poi le parole noch auf groteske Art parodiert hatte. Die Originalpartitur des Annibale ist verschollen, es existiert lediglich eine zeitgenössische Abschrift von zweifelhafter Qualität. Salieris erster Biograph Ignaz von Mosel schrieb über das Werk:

„Man merkt es dem Ganzen an, daß der Componist durch die Macht der Verhältnisse, durch das vorhandene Sänger-Personale und dessen Forderungen an die Musik, gefesselt war, und seinen Genius nicht frei konnte walten lassen. In jenen Tonstücken, in welchen er seinen Grundsätzen und seiner Beurtheilung folgen konnte, findet sich seiner Würdiges; größtentheils aber war er gezwungen, gegen seine bessere, so oft und ruhmvoll bewährte Ueberzeugung zu arbeiten, und dann ist er auch nicht mehr er selbst.“

In neuerer Zeit wurde Salieris Annibale in Capua kaum beachtet. 1990 hat der österreichische Sopranist Arno Raunig eine Arie aus der Oper auf seiner Debüt-CD veröffentlicht. Im Rahmen des Festivals Walldorfer Musiktage wurden im Herbst 2010 Auszüge aus dem Werk konzertant vorgestellt; unter der Leitung von Timo Jouko Herrmann sangen die Sopranistin Berit Barfred Jensen und der Tenor Thomas Ströckens.
Neben Salieris Werk existieren zwei weitere gleichnamige Opern, ein 1661 in Venedig vorgestelltes „melodrama“ von Nicolò Beregan mit Musik von Pietro Andrea Ziani und ein „melodramma serio“ von Luigi Romanelli mit Musik von Giuseppe Farinelli, das 1811 an der Mailänder Scala uraufgeführt wurde.